# Blaža Pintarič
Blaža Pintarič, née Klemenčič le 11 mars 1980 à Kranj, est une cycliste slovène spécialiste de VTT cross-country.
Championne d'Europe en 2004 (3e en 2005) et vice-championne du monde de VTT-Marathon en 2005 (3e en 2004), elle termine 23e de l'épreuve olympique de cross-country aux Jeux olympiques de Londres en 2012.

## Biographie
En septembre 2015, Klemenčič est provisoirement suspendue par l'UCI pour un contrôle positif à l'EPO à partir d'un échantillon prélevé le 27 mars 2012,. En mai 2016, le Tribunal antidopage de l'UCI prononce une suspension de 2 ans à son encontre et ses résultats obtenus du 27 mars 2012 au 31 décembre 2012 sont annulés. Son appel déposé auprès du Tribunal arbitral du sport est rejeté en mars 2017 et sa suspension de deux ans est confirmée.

## Palmarès en VTT

### Championnats du monde
| Édition / Épreuve               | Cross-country | Cross-country marathon |
| Bad Goisern 2004                |               | Bronze                 |
| Livigno/Lillehammer 2005        | 13e           | Argent                 |
| Rotorua/Oisans 2006             | 15e           | 9e                     |
| Fort William 2007               | 10e           |                        |
| Val di Sole 2008                | 10e           |                        |
| Canberra 2009                   | 11e           |                        |
| Saint-Wendel 2010               |               | 12e                    |
| Champéry/Montebelluna 2011      | 13e           | 12e                    |
| Saalfelden 2012                 | 12e           |                        |
| Pietermaritzburg/Kirchberg 2013 | 11e           | 5e                     |
| Lillehammer 2014                | 5e            |                        |
| Vallnord 2015                   | 15e           |                        |
| Auronzo 2018                    |               | 7e                     |
| Grächen 2019                    |               | Argent                 |

### Coupe du monde
- Coupe du monde de cross-country
  - 15e en 2012[5]
  - 19e en 2013
  - 12e en 2014
  - 15e en 2015

### Championnats d'Europe
- 2004
  -  Championne d'Europe de cross-country marathon
- 2005
  -  Médaillée de bronze du cross-country marathon
- Saint-Wendel 2014 
  -  Médaillée d'argent du cross-country
- Chies d'Alpago 2015 
  -  Médaillée de bronze du cross-country
- Vielha 2019
  -  Médaillée d'argent du cross-country marathon

### Championnats nationaux
- Championne de Slovénie de cross-country : 2005, 2006, 2009, 2010, 2013 et 2014

## Palmarès sur route
- 2020
  - 2e du championnat de Slovénie du contre-la-montre